# Сезар (кінопремія, 1988)
13-та церемонія вручення нагород премії «Сезар» Академії мистецтв та технологій кінематографа за заслуги у царині французького кінематографу за 1987 рік відбулася 12 березня 1988 року в Палаці конгресів (Париж, Франція).
Церемонія проходила під головуванням кінорежисера Мілоша Формана, розпорядниками та ведучими виступили французький журналіст та телеведучий Мішель Дрюкер та акторка англо-французька акторка і співачка Джейн Біркін. Найкращим фільмом визнано стрічку До побачення, діти режисера Луї Маля.

## Статистика

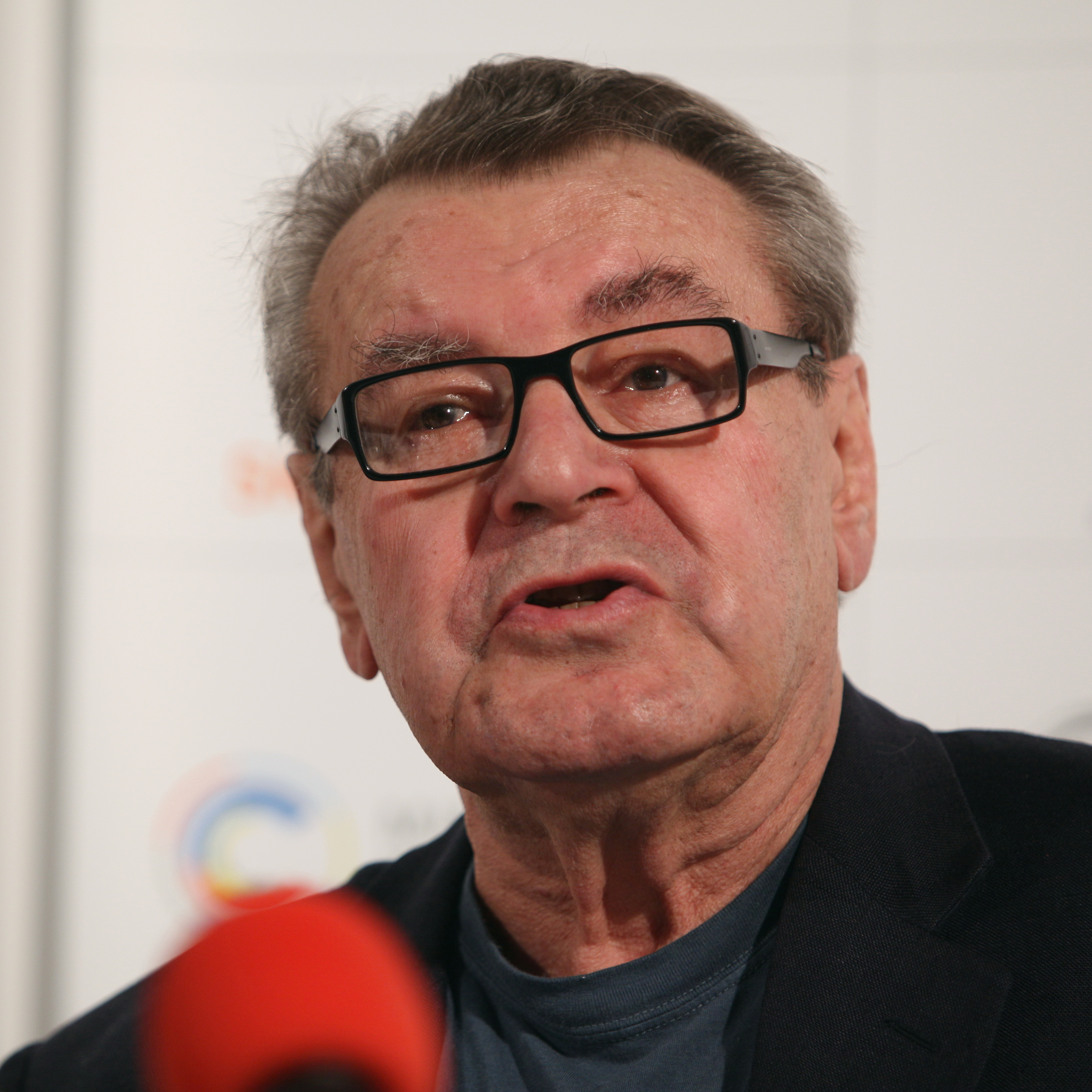
Президент 13-ї церемонії Сезара Мілош Форман

Фільми, що отримали декілька номінацій:
| Фільм                                         | Номінації | Перемоги |
| --------------------------------------------- | --------- | -------- |
| • До побачення, діти / Au revoir les enfants  | 9         | 7        |
| • Під сонцем Сатани / Sous le soleil de Satan | 7         | -        |
| • Тандем / Tandem                             | 6         | 1        |
| • Безневинні / Les Innocents                  | 5         | 1        |
| • Велика дорога / Le Grand Chemin             | 4         | 2        |
| • Сентиментальний агент / Agent trouble       | 4         | 1        |
| • Пристрасті за Беатріс / La Passion Béatrice | 4         | 1        |
| • Втомившись від війни / De guerre lasse      | 2         | -        |
| • Крик сови / Le Cri du hibou                 | 2         | 1        |
| • Закоханий чоловік / Un homme amoureux       | 2         | 1        |
| • Поле честі / Champ d'honneur                | 2         | 1        |
| • Фінгал під оком / L'Œil au beur(re) noir    | 2         | 1        |

## Список лауреатів та номінантів
★Переможців виділено окремим кольором.

### Основні категорії
| Категорії                                       | Лауреати та номінанти                                                                                            | Лауреати та номінанти                                                                                            |                                                                              |
| ----------------------------------------------- | --- | --- | ---------------------------------------------------------------------------- |
| Найкращий фільм                                 | ★ «До побачення, діти» / Au revoir les enfants (реж.: Луї Маль)                                                  | ★ «До побачення, діти» / Au revoir les enfants (реж.: Луї Маль)                                                  |                                                                              |
| Найкращий фільм                                 | • «Велика дорога» / Le Grand Chemin (реж.: Жан-Лу Юбер)                                                          | |                                                                              |
| Найкращий фільм                                 | • «Безневинні» / Les Innocents (реж.: Андре Тешіне)                                                              | |                                                                              |
| Найкращий фільм                                 | • «Під сонцем Сатани» / Sous le soleil de Satan (реж.: Моріс Піала)                                              | |                                                                              |
| Найкращий фільм                                 | • «Тандем» / Tandem (реж.: Патріс Леконт)                                                                        | |                                                                              |
| Найкраща режисерська робота                     | | ★ Луї Маль за фільм «До побачення, діти»                                                                         | ★ Луї Маль за фільм «До побачення, діти»                                     |
| Найкраща режисерська робота                     | • Жан-Лу Юбер — «Велика дорога»                                                                                  | |                                                                              |
| Найкраща режисерська робота                     | • Андре Тешіне — «Безневинні»                                                                                    | |                                                                              |
| Найкраща режисерська робота                     | • Моріс Піала — «Під сонцем Сатани»                                                                              | |                                                                              |
| Найкраща режисерська робота                     | • Патріс Леконт — «Тандем»                                                                                       | |                                                                              |
| Найкращий актор                                 | | ★ Рішар Боренже — «Велика дорога» (за роль Пело)                                                                 | ★ Рішар Боренже — «Велика дорога» (за роль Пело)                             |
| Найкращий актор                                 | • Жан Карме — «Міс Мона» (за роль міс Мони)                                                                      | |                                                                              |
| Найкращий актор                                 | • Жерар Депардьє — «Під сонцем Сатани» (за роль абата Доніссана)                                                 | |                                                                              |
| Найкращий актор                                 | • Жерар Жюньйо — «Тандем» (за роль Рівето)                                                                       | |                                                                              |
| Найкращий актор                                 | • Кристоф Малавуа — «Втомившись від війни» (за роль Шарля Самбра)                                                | |                                                                              |
| Найкращий актор                                 | • Жан Рошфор — «Тандем» (за роль Мішеля Мортеза)                                                                 | |                                                                              |
| Найкраща акторка                                | | ★ Анемон — «Велика дорога» (за роль Марсель)                                                                     | ★ Анемон — «Велика дорога» (за роль Марсель)                                 |
| Найкраща акторка                                | • Сандрін Боннер — «Під сонцем Сатани» (за роль Жермени Малорті/Мушетти)                                         | |                                                                              |
| Найкраща акторка                                | • Катрін Денев — «Сентиментальний агент» (за роль Аманди Вебер)                                                  | |                                                                              |
| Найкраща акторка                                | • Настасья Киінськи — «Любовна недуга» (за роль Жульєт)                                                          | |                                                                              |
| Найкраща акторка                                | • Жанна Моро — «Той, що сподобився дива» (за роль Сабіни)                                                        | |                                                                              |
| Найкращий актор другого плану                   | | ★ Жан-Клод Бріалі — «Безневинні» (за роль Клотца)                                                                | ★ Жан-Клод Бріалі — «Безневинні» (за роль Клотца)                            |
| Найкращий актор другого плану                   | • Том Новембр — «Сентиментальний агент» (за роль Вікторьєна)                                                     | |                                                                              |
| Найкращий актор другого плану                   | • Кальфон — «Крик сови» (за роль комісара поліції)                                                               | |                                                                              |
| Найкращий актор другого плану                   | • Жан-П'єр Лео — «Лягаві» (за роль комісара Бувроля)                                                             | |                                                                              |
| Найкращий актор другого плану                   | • Гі Маршан — «Тонути забороняється» (за роль інспектора Леруа)                                                  | |                                                                              |
| Найкраща акторка другого плану                  | | ★ Домінік Лаванан — «Сентиментальний агент» (за роль Катрін "Карен" Дарільє)                                     | ★ Домінік Лаванан — «Сентиментальний агент» (за роль Катрін "Карен" Дарільє) |
| Найкраща акторка другого плану                  | • Анна Каріна — «Готель «Каєнна»» (за роль Лоли)                                                                 | |                                                                              |
| Найкраща акторка другого плану                  | • Марі Лафоре — «Проклятий Фернан» (за роль Лотти)                                                               | |                                                                              |
| Найкраща акторка другого плану                  | • Місце злочину — «Сільві Жолі» (за роль мадам Фокс Терьє)                                                       | |                                                                              |
| Найкраща акторка другого плану                  | • Бернадетт Лафон — «Маски» (за роль Патрисії Марке)                                                             | |                                                                              |
| Найперспективніший актор                        | | ★ Тьєррі Фремон — «Travelling avant»                                                                             | ★ Тьєррі Фремон — «Travelling avant»                                         |
| Найперспективніший актор                        | Кріс Кампьон — «Поле честі»                                                                                      | |                                                                              |
| Найперспективніший актор                        | Паскаль Лежитімюс — «Фінгал під оком»                                                                            | |                                                                              |
| Найперспективніший актор                        | Франсуа Негре — «До побачення, діти»                                                                             | |                                                                              |
| Найперспективніша акторка                       | | ★ Матильда Мей — «Крик сови»                                                                                     | ★ Матильда Мей — «Крик сови»                                                 |
| Найперспективніша акторка                       | Анн Броше — «Маски»                                                                                              | |                                                                              |
| Найперспективніша акторка                       | Жулі Дельпі — «Пристрасті за Беатріс»                                                                            | |                                                                              |
| Найперспективніша акторка                       | Софі Ренуар — «Друг моєї подруги»                                                                                | |                                                                              |
| Найкращий оригінальний або адаптований сценарій | | ★ Луї Маль — «До побачення, діти» / Au revoir les enfants                                                        | ★ Луї Маль — «До побачення, діти» / Au revoir les enfants                    |
| Найкращий оригінальний або адаптований сценарій | • Патріс Леконт та Патрік Девольф — «Тандем» / Tandem                                                            | |                                                                              |
| Найкращий оригінальний або адаптований сценарій | • Жан-Луп Г'юберт — «Гран Шман» / Le Grand Chemin                                                                | |                                                                              |
| Найкращий оригінальний або адаптований сценарій | • Ерік Ромер — «Друг моєї подруги» / L’Ami de mon amie                                                           | |                                                                              |
| Найкращий оригінальний або адаптований сценарій | • Коло Таверньє — «Пристрасті за Беатріс» / La Passion Béatrice                                                  | |                                                                              |
| Найкраща музика до фільму                       | | ★ Мішель Порталь — ««Поле честі»»                                                                                | ★ Мішель Порталь — ««Поле честі»»                                            |
| Найкраща музика до фільму                       | • Філіп Сард — «Безневинні»                                                                                      | |                                                                              |
| Найкраща музика до фільму                       | • Габріель Яред — «Сентиментальний агент»                                                                        | |                                                                              |
| Найкращий монтаж                                | ★ Еммануель Кастро (Emmanuelle Castro) — «До побачення, діти»                                                    | ★ Еммануель Кастро (Emmanuelle Castro) — «До побачення, діти»                                                    |                                                                              |
| Найкращий монтаж                                | • Раймон Гуйо (Raymonde Guyot) — «Гран Шман» (Le Grand Chemin)                                                   | |                                                                              |
| Найкращий монтаж                                | • Ян Деде (Yann Dedet) — «Під сонцем Сатани»                                                                     | |                                                                              |
| Найкраща операторська робота                    | ★ Ренато Берта — «До побачення, діти»                                                                            | ★ Ренато Берта — «До побачення, діти»                                                                            |                                                                              |
| Найкраща операторська робота                    | • Патрік Блосьє Patrick Blossier) — «Міс Мона» (Miss Mona)                                                       | |                                                                              |
| Найкраща операторська робота                    | • Віллі Курант — «Під сонцем Сатани»                                                                             | |                                                                              |
| Найкращі декорації                              | ★ Віллі Голт Willy Holt — «До побачення, діти»                                                                   | ★ Віллі Голт Willy Holt — «До побачення, діти»                                                                   |                                                                              |
| Найкращі декорації                              | • Жан-Клод Франсуа — «Пристрасті за Беатріс»                                                                     | |                                                                              |
| Найкращі декорації                              | • Жан-П'єр Кою-Свелко — «Внутрішні вороги» Un homme amoureux                                                     | |                                                                              |
| Найкращі костюми                                | ★ Жаклін Моро (Jacqueline Moreau) — «Пристрасті за Беатріс» (La Passion Béatrice)                                | ★ Жаклін Моро (Jacqueline Moreau) — «Пристрасті за Беатріс» (La Passion Béatrice)                                |                                                                              |
| Найкращі костюми                                | • Корінн Жоррі — «До побачення, діти»                                                                            | |                                                                              |
| Найкращі костюми                                | • Ольга Берлуті — «Втомившись від війни» (De guerre lasse)                                                       | |                                                                              |
| Найкращий звук                                  | ★ Жак-Клод Лоре, Клод Війян та Бернар Леро — «До побачення, діти»                                                | ★ Жак-Клод Лоре, Клод Війян та Бернар Леро — «До побачення, діти»                                                |                                                                              |
| Найкращий звук                                  | • Домінік Еннекен та Жан-Луї Уґгетто — «Безневинні» / Les Innocents                                              | |                                                                              |
| Найкращий звук                                  | • Бернар Бат та Жерар Лам — «Закоханий чоловік» / Un homme amoureux                                              | |                                                                              |
| Найкращий дебютний фільм                        | ★ «Фінгал під оком» / L'Œil au beur(re) noir (реж. Серж Мейнар)                                                  | ★ «Фінгал під оком» / L'Œil au beur(re) noir (реж. Серж Мейнар)                                                  |                                                                              |
| Найкращий дебютний фільм                        | • «Розбитий квітень» / Avril brisé (реж. Лірія Бежеа                                                             | |                                                                              |
| Найкращий дебютний фільм                        | • «Стяг» / Flag (реж. Жак Санті)                                                                                 | |                                                                              |
| Найкращий дебютний фільм                        | • «Червона спідниця» / Le Jupon rouge (реж. Женев'єва Лефебре)                                                   | |                                                                              |
| Найкращий дебютний фільм                        | • «Чернець і чаклунка» / Le Moine et la sorcière (реж. Сузанна Шифман)                                           | |                                                                              |
| Найкращий короткометражний документальний фільм | ★ «Втрачене літо» / L'été perdu (реж. Домінік Терон)                                                             | ★ «Втрачене літо» / L'été perdu (реж. Домінік Терон)                                                             |                                                                              |
| Найкращий короткометражний документальний фільм | • Pour une poignée de Kurus (реж. Крістіан Рембо)                                                                | |                                                                              |
| Найкращий короткометражний ігровий фільм        | ★ «Жіноча присутність» / Présence féminine, реж. Ерік Рошан                                                      | ★ «Жіноча присутність» / Présence féminine, реж. Ерік Рошан                                                      |                                                                              |
| Найкращий короткометражний ігровий фільм        | • «За словами Марії» / D'après Maria (реж. Жан-Клод Робер)                                                       | |                                                                              |
| Найкращий короткометражний ігровий фільм        | • «Петиція» / Pétition (реж. Жан-Луї Комоллі)                                                                    | |                                                                              |
| Найкращий короткометражний анімаційний фільм    | ★ «Маленький цирк усіх кольорів» / Le petit cirque de toutes les couleurs, (реж. Жак-Ремі Жерар) (Патрік Деньє)? | ★ «Маленький цирк усіх кольорів» / Le petit cirque de toutes les couleurs, (реж. Жак-Ремі Жерар) (Патрік Деньє)? |                                                                              |
| Найкращий короткометражний анімаційний фільм    | • «Трансатлантичний» / Transatlantique, (реж. Брюс Кребс)                                                        | |                                                                              |
| Найкращий постер до фільму                      | ★ Стефан Баелікоф, Саді Нурі — «Тандем» / Tandem                                                                 | ★ Стефан Баелікоф, Саді Нурі — «Тандем» / Tandem                                                                 |                                                                              |
| Найкращий постер до фільму                      | • Філіп Лемуан — «Останній імператор» / The Last Emperor                                                         | |                                                                              |
| Найкращий постер до фільму                      | • Бенжамін Балтімор — «Під сонцем Сатани» / Sous le soleil de Satan                                              | |                                                                              |
| Найкращий постер до фільму                      | • Філіп Лемуан — «Закоханий чоловік» / Un homme amoureux                                                         | |                                                                              |
| Найкращий фільм іноземною мовою                 | Італія ★ «Останній імператор» / The Last Emperor, (реж. Бернардо Бертолуччі)                                     | Італія ★ «Останній імператор» / The Last Emperor, (реж. Бернардо Бертолуччі)                                     |                                                                              |
| Найкращий фільм іноземною мовою                 | Італія СРСР • «Очі чорні» / Очи чёрные, (реж. Микита Михалков)                                                   | |                                                                              |
| Найкращий фільм іноземною мовою                 | Італія • «Інтерв'ю» / Intervista, (реж. Федеріко Фелліні)                                                        | |                                                                              |
| Найкращий фільм іноземною мовою                 | США • «Недоторканні» / The Untouchables, (реж. Браян Де Пальма)                                                  | |                                                                              |
| Найкращий фільм іноземною мовою                 | ФРН • «Небо над Берліном» / Der Himmel über Berlin, (реж. Вім Вендерс)                                           | |                                                                              |

### Спеціальні нагороди
| Нагорода         | Лауреати          | Лауреати |
| ---------------- | ----------------- | -------- |
| Почесний «Сезар» | ★ Серж Зільберман |          |